# Adrolampis melanotus
Adrolampis melanotus is een rechtvleugelig insect uit de familie Romaleidae. De wetenschappelijke naam van deze soort is voor het eerst geldig gepubliceerd in 1940 door Günther.